# Czeslaw Olech
Czeslaw Olech (polonès: Czesław Olech)  (Pinczow, 22 de maig de 1931 - Varsòvia, 1 de juliol de 2015) va ser un matemàtic polonès.

## Vida i Obra
A continuació de graduar-se en matemàtiques el 1952 a la Universitat Jagellònica, va ser contractat com professor a la Universitat de Ciència i Tecnologia de Cracòvia. El 1958 va obtenir el doctorat amb una tesi sobre coincidència asimptòtica dirigida per Tadeusz Ważewski. El curs 1960-1961 va fer una residència a l'Institut de Recerca de Baltimore sota la direcció de Solomon Lefschetz.
El 1970 es va incorporar a l'Institut de Matemàtiques de l'Acadèmia Polonesa de les Ciències del qual va ser director o president fins al 2007. Va morir a Varsòvia el 2015. Va ser el coordinador del Congrés Internacional de Matemàtics de 1982.
Els seus principals camps de recerca van ser les equacions diferencials i la teoria de control.
Va Rebre nombrosos premis i va ser nomenat membre de diverses acadèmies, entre les quals de l'Acadèmia Pontifícia de les Ciències.